# Fast and Furious 4
Pour les articles homonymes, voir The Fast and the Furious.
Série Fast and Furious
Los Bandoleros
(2009) Fast and Furious 5
(2011)
Pour plus de détails, voir Fiche technique et Distribution.
Fast and Furious 4 (Fast and Furious), ou Rapides et Dangereux 4 au Québec, est un film américano-japonais réalisé par Justin Lin et sorti en 2009.
Quatrième volet de la célèbre franchise, il s'agit de la suite directe du premier Fast and Furious (2001). Il est précédé du court métrage Los Bandoleros.
Le film commence alors que le meurtre de Leticia « Letty » Ortiz oblige Dominic Toretto, un ancien détenu de la prison de Lompoc en cavale, et l'agent Brian O'Conner à revenir à L.A., où leur querelle se rallume. Confrontés à un ennemi commun, Arturo Braga, ils sont contraints de former une alliance incertaine pour espérer parvenir à déjouer ses plans. De l'attaque de convoi aux glissades de précision qui les mènent hors de leurs propres frontières, les deux hommes trouvent le meilleur moyen de prendre leur revanche, en poussant les limites de ce qui est faisable au volant d'un bolide.

## Synopsis
L'équipe de Dominic Toretto composée de Leticia « Letty » Ortiz, Han Lue et les hispanophones Tego Leo et Rico Santos est désormais basée en République Dominicaine et continue de s'en prendre aux camions pour équiper leurs voitures. Mais à la suite du dernier braquage d'un convoi de citerne qui ne se passe pas comme prévu, l'équipe est obligée de se séparer pour éviter d'attirer l'attention des autorités qui les recherchent. Dom quitte sa fiancée Letty au milieu de la nuit. Mais quelque temps plus tard, Dom apprend par sa sœur Mia au téléphone le meurtre de Letty. Bien qu'étant en cavale, il rentre à Los Angeles.
Brian O'Conner, qui a réintégré la police de Los Angeles, essaie de remonter la filière du trafic de drogue dirigée par un certain Arturo Braga. Ayant appris la mort de Letty, il assiste aux funérailles, tout comme Mia avec qui il avait eu une relation des années auparavant. Le soir, Mia retrouve son frère qui va étudier les circonstances de la mort de Letty (tuée de sang-froid lors d'un accident volontaire de voiture). Dom décide de remonter la piste à l'assassin et trouve le nom d'un contact d'Arturo Braga du nom de David Park, que Brian recherche également. C'est lors d'une visite impromptue chez M. Park que Dom retrouve Brian qui l'avait laissé prendre la fuite des années auparavant. Dom explique à Brian qu'il compte venger Letty en tuant Arturo Braga.
Ce dernier organise une course pour recruter le prochain chauffeur de l'organisation, et Brian et Dom y participent. Brian compte gagner la course pour infiltrer l'organisation, mais Dom le met hors course juste avant le passage de la ligne d'arrivée. Brian fait arrêter un pilote de Braga et prend sa place dans l'organisation. Dom a une discussion avec Gisele, le bras droit de l'organisation, qui lui dit que c'est Fenix Rise, un autre bras droit de l'organisation, responsable de la mort de Letty, qui sera au point de rendez-vous du go fast. Bientôt, Brian et Dom sont appelés pour faire un go fast à travers la frontière mexicaine dans un tunnel guidé par Fénix tout en évitant la surveillance.
Mais arrivé au point d'échange de l'autre côté de la frontière, la situation dégénère lorsque Dom confronte Fenix au sujet de la mort de Letty, et fait exploser la quasi-totalité des voitures avant de prendre la fuite avec Brian et la marchandise. Mais apprenant que les autorités veulent qu'il ramène Dominic également, Brian se réfugie avec Dom à Los Angeles et compte sur le soutien de Mia. Là-bas, Dom découvre que Brian avait fait infiltrer Letty dans l'organisation de Braga comme pilote en échange de l'immunité de Dom. Mais Fenix avait pour habitude de tuer les pilotes qui travaillent pour lui. Brian convainc les autorités de blanchir Dom en échange de l'arrestation de Braga. Pour piéger ce dernier, Brian et Dom veulent organiser un échange avec Braga en personne. Mais l'opération policière ne se déroule pas comme prévu, en arrêtant la mauvaise personne, tandis que le vrai Arturo Braga se révèle, et Dom s'enfuit avec Gisele qu'il sauve de l'arrestation.
Les autorités, déçues et humiliées, mettent Brian sur la touche. Ce dernier s'allie avec Dom pour traquer et ramener Braga sur le territoire américain avec l'aide de Gisele qui leur indique où il se cache au Mexique. Les deux hommes retrouvent et capturent Braga dans une église et reviennent à la frontière par le tunnel en neutralisant l'armée de tueurs qui les pourchassent (seul Fenix survit). À la sortie du tunnel, Fenix est tué par la voiture de Dom alors qu'il allait tuer Brian pour sauver son patron. Les autorités américaines arrêtent Arturo Braga et Dom. Ce dernier est malgré tout condamné à la prison à perpétuité. Mais le car de transfert de Dom vers la prison va être attaqué par Brian, Mia, Leo et Santos.

## Fiche technique
- Titre original : Fast and Furious
- Titre français : Fast and Furious 4

Logo français du film

- Titre québécois : Rapides et Dangereux 4
- Réalisation : Justin Lin
- Scénario : Chris Morgan, d'après les personnages créés par Gary Scott Thompson
- Musique : Brian Tyler
- Direction artistique : Tristan Paris Bourne, David Lazan et Candi Guterres (Mexique)
- Décors : Ida Random
- Costumes : Sanja Milkovic Hays
- Photographie : Amir Mokri
- Son : Chris Jenkins, Frank A. Montaño
- Montage : Fred Raskin et Christian Wagner
- Production : Vin Diesel, Neal H. Moritz, Michael Fottrell et Michael K. Ross
  - Production déléguée : Amanda Lewis et Samantha Vincent
  - Coproduction (Mexique) : Ricardo Del Río
- Sociétés de production[2] :
  - États-Unis : Original Film et One Race Productions, avec la participation de Universal Pictures, en association avec Relativity Media
  - Japon : Dentsu
- Sociétés de distribution : Universal Pictures (États-Unis, Canada), Toho-Towa (Japon), Universal Pictures International (France, Belgique)
- Budget : 85 millions de $[3]
- Pays de production :  États-Unis,  Japon
- Langues originales : anglais et espagnol
- Format[4] : couleur (Technicolor) - 35 mm - 2,39:1 (Cinémascope) - son DTS | Dolby Digital | SDDS | DTS (DTS: X)
- Genre : action, policier, thriller
- Durée : 107 minutes
- Dates de sortie[1] :
  - États-Unis, Québec[5] : 3 avril 2009
  - France :  8 avril 2009 (sortie nationale) ; 7 septembre 2017 (Festival du cinéma américain de Deauville)
  - Belgique, Suisse romande : 8 avril 2009
  - Japon : 9 octobre 2009
- Classification[6] :
  - États-Unis : accord parental recommandé, film déconseillé aux moins de 13 ans (PG-13 - Parents Strongly Cautioned)[Note 1]
  - Japon : tous publics - pas de restriction d'âge (Eirin - G)
  - France : tous publics avec avertissement[7]

## Distribution
- Vin Diesel (VF : Frédéric van den Driessche ; VQ : Thiéry Dubé) : Dominic Toretto
- Paul Walker (VF : Guillaume Lebon ; VQ : Martin Watier) : Brian O'Conner
- Jordana Brewster (VF : Cécile d'Orlando ; VQ : Anne Bédard) : Mia Toretto
- Michelle Rodríguez (VF : Laëtitia Lefebvre ; VQ : Camille Cyr-Desmarais) : Leticia « Letty » Ortiz
- John Ortiz (VF : Philippe Bozo ; VQ : Manuel Tadros) : Arturo Braga
- Laz Alonso (VF : Emmanuel Garijo ; VQ : Patrick Chouinard) : Fenix Rise
- Gal Gadot (VF : Ingrid Donnadieu ; VQ : Bianca Gervais) : Gisele Harabo
- Jack Conley (VF : Jean Barney ; VQ : Jean-Luc Montminy) : Penning
- Shea Whigham (VF : Bruno Choël ; VQ : François Trudel) : agent Michael Stasiak
- Liza Lapira (VF : Jade Nguyen ; VQ : Catherine Proulx-Lemay) : agent du FBI Jenny Trinh
- Sung Kang (VF : Damien Ferrette ; VQ : Joël Legendre) : Han Lue
- Tego Calderon : Tego Leo
- Don Omar : Rico Santos
- Mirtha Michelle : Cara Mirtha
- Greg Cipes (VF : Hervé Rey) : Dwight
- Joe Hurslay : Virgil
- Neil Brown Jr. (VF : Alexandre Nguyen ; VQ : Nicholas Savard L'Herbier) : Malik
- Brandon T. Jackson : le conducteur de la BMW orange lors de la première course (Caméo)

## Bande originale
Bandes originales de Fast and Furious
Fast and Furious: Tokyo Drift
(2006) Fast and Furious 5
(2011)
1. Rye Rye & M.I.A. - Bang
2. Busta Rhymes - G-Stro
3. Kenna - Loose Wires
4. Pitbull feat. Pharrell Williams - Blanco
5. Pitbull feat. Lil' Jon - Krazy
6. Tego Calderón feat. Pitbull - You Slip, She Grip
7. Shark City Click feat. Pharrell Williams - Head Bust
8. Pitbull feat. Robin Thicke - Bad Girls
9. Don Omar - Virtual Diva
10. Tasha - La Isla Bonita
11. Pitbull feat. Pharrell Williams - Blanco (version espagnole)

La chanson Before I Decay du groupe japonais The GazettE, a servi de bande originale pour la version japonaise.
La chanson La Vie Est Speed de l'artiste Youssoupha a servi de bande originale pour la version française.

## Accueil

### Critiques
Fast and Furious 4 a reçu des critiques mitigées de la part de critiques professionnels. Le film est évalué à 28 % sur la base des 173 critiques recueillies sur le site Rotten Tomatoes et de 45⁄100 sur Metacritic sur la base de 27 avis, indiquant des « critiques moyennes ou mitigées ».
L'accueil en France est plus modéré, puisque pour 15 critiques, le site AlloCiné lui attribue une moyenne de 3.2⁄5

### Box-office
Cette suite a aussi connu un succès.
| Pays ou région    | Box-office        | Date d'arrêt du box-office | Nombre de semaines |
| ----------------- | ----------------- | -------------------------- | ------------------ |
| États-Unis Canada | 155 064 265 $     | -                          | -                  |
| France            | 1 782 094 entrées | -                          | -                  |
| Total mondial     | 360 364 265 $     | -                          | -                  |

## Autour du film

### Les voitures utilisées
| Véhicule                                                               | Année | Couleur                           | Conduit par        | Scène                                                       | Anecdote |
| Alfa Romeo Brera 3.2 JTS V6 Q4 SkyWindow, special edition 400 cv, 2009 | 2009  |                                   |                    |                                                             | |
| Nissan Skyline GT-T (Kit GT-R34)                                       | 2002  | Bleue                             | Brian O'Conner     | Course au début du film                                     | Détruite dans l'explosion de la Chevelle par Dominic                                                                                      |
| Chevrolet Chevelle SS                                                  | 1970  | Rouge et bandes noires puis Grise | Dominic Toretto    | Course au début du film                                     | Détruite par Dominic en faisant exploser le N2O avec l'allume cigare                                                                      |
| Plymouth Road Runner                                                   |       | Grise                             | Leticia Ortiz      | caméo expliquant la mort de Letty par Fénix                 | Détruite par Fénix |
| BMW M5 E39                                                             | 2004  | Orange et noire                   | Alex               | Course au début du film                                     | Détruite après plusieurs tonneaux et saut d'un pont. Apparaît dans la série Dexter S6E3 dans le garage où fait réparer dexter sa voiture. |
| Nissan 240 SX Silvia                                                   | 1997  | Grise avec bandes or et noires    |                    | Course au début du film                                     | Détruite contre une voiture dans la circulation                                                                                           |
| Subaru Impreza STi                                                     | 2009  | Noire et argentée                 | Brian O'Conner     | Volée par Dom pour remplacer la Skyline détruite            | Détruite à la fin du film par Fénix |
| Chevrolet Camaro                                                       | 1981  | Verte                             | Dominic            | Détournée par Dom dans le tunnel                            | Détruite lorsque Dominic tue Fénix à la fin du film                                                                                       |
| Ford Gran Torino Sport                                                 | 1972  | Verte                             | Fenix Rise         |                                                             | Abîmée après avoir détruit la Subaru à la fin du film                                                                                     |
| Porsche Cayman TechArt                                                 |       | Blanche                           | Gisele Harabo      |                                                             | |
| Ford Mustang GT By 3D Carbon                                           |       | Jaune et bandes noires            | Dwight             |                                                             | |
| Dodge Charger                                                          | 1970  | Noire                             | Dominic puis Brian | Course dans le désert avec la Subaru et les hommes de Braga | Détruite dans le tunnel puis reconstruite pour l'évasion de Dominic                                                                       |
| Honda Integra                                                          |       | Blanche                           | Mia Toretto        |                                                             | |
| Nissan 240 SX Silvia Conversion                                        | 1997  | Grise                             | David Park         |                                                             | |
| Honda NSX                                                              |       | Noire                             | Mia Toretto        | Évasion de Dominic à la fin du film                         | |
| Pontiac Firebird Trans Am                                              | 1978  | Noire                             | Tego leo           | Évasion de Dominic à la fin du film                         | |
| Buick GNX                                                              | 1987  | Noire                             | Dominic Toretto    | Début du film, récupération des citernes d'essence          | |
| Chevrolet C10 custom                                                   | 1967  | Cuivré                            | Han Lue            | Début du film, récupération des citernes d'essence          | |
| Chevrolet R3500 Crew Cab double essieux                                | 1989  | Noir mate                         | Tego Leo           | Début du film, récupération des citernes d'essence          | |
| Nissan 350Z                                                            |       | Noire et rouge                    |                    |                                                             | |
| Mazda RX-7                                                             |       | Rouge et noire                    |                    |                                                             | |
| Lamborghini LM002                                                      | 1990  | Noire                             |                    | Arrivée de Braga à l'église au Mexique à la fin du film     | |

## Distinctions
Entre 2009 et 2017, Fast and Furious 4 a été sélectionné 8 fois dans diverses catégories et a remporté 6 récompenses,.

### Récompenses
- Pupitre d'or 2009 : Pupitre d'or de la Meilleure performance masculine décerné à Riccardo Rossi.
- ASCAP / Société Américaine des Compositeurs, Auteurs et Éditeurs de Musique 2010 : Prix ASCAP des Meilleurs films au box-office décerné à Brian Tyler.
- Taurus - Prix mondiaux des cascades 2010 :
  - Prix Taureau de la Meilleure cascade automobile décerné à Heidi Moneymaker, Kenny Alexander, Troy Brown, Gene Hartline et Tad Griffith.
  - Prix Taureau du Meilleur coordinateur de cascade et / ou réalisateur de la 2e équipe décerné à Mike Gunther (en).
- ASCAP / Société Américaine des Compositeurs, Auteurs et Éditeurs de Musique 2011 :
- Prix ASCAP des Meilleurs films au box-office décerné à Brian Tyler.
- MTV Movie & TV Awards 2017 : Prix de la génération MTV décerné à La franchise Fast and the Furious.

### Nominations
- Prix des arts médiatiques Latino Américain 2009 : Meilleure actrice dans un film pour Michelle Rodriguez.
- TV Movie Awards 2009 : Meilleure performance masculine pour Vin Diesel[9].